# Temnozaga
Temnozaga is een geslacht van weekdieren uit de klasse van de Gastropoda (slakken).

## Soort
- Temnozaga parilis McLean, 1989